# Lasiorhinus
Lasiorhinus es un género de marsupiales diprotodontos de la familia Vombatidae, conocidos comúnmente como wómbats de hocico peludo. Se conocen dos especies. Se distribuyen en Australia.

## Especies
- Lasiorhinus krefftii
- Lasiorhinus latifrons